# دايفيد يي
دايفيد يي هو كاتب مسرحي كندي، ولد في 1952.